# Jan Chrystian brzeski
Jan Chrystian (ur. 28 sierpnia 1591 w Oławie, zm. 25 grudnia 1639 w Ostródzie) – książę brzeski z dynastii Piastów. Syn księcia legnicko-brzeskiego Joachima Fryderyka i Anny Marii z dynastii askańskiej. Mąż Doroty Sybilli, córki elektora Brandenburgii Jana Jerzego Hohenzollerna, a po jej śmierci Anny Jadwigi von Sitzsch. Ojciec m.in. księcia brzeskiego Jerzego III, księcia legnickiego Ludwika IV i księcia legnicko-brzeskiego Chrystiana.

## Życiorys

### Młodość
Jan Chrystian – drugi syn Joachima Fryderyka i Anny Marii – urodził się na zamku w Oławie. Dwa tygodnie później, 14 września, w tamtejszym kościele śś. Piotra i Pawła miał miejsce jego chrzest, na którym otrzymał imiona po stryju Janie Jerzym i wuju Chrystianie von Anhalt-Dessau.
25 marca 1602 zmarł jego ojciec, Joachim Fryderyk. Jan Chrystian miał wówczas niepełne jedenaście lat, zaś jego brat, Jerzy Rudolf, był w wieku siedmiu lat, dlatego rządy regencyjne w ich imieniu w księstwie legnicko-brzeskim objęła ich matka, Anna Maria. Kiedy trzy lata później zmarła i ona, odtąd regencję w księstwie sprawował mąż ich ciotki, Elżbiety Magdaleny, książę oleśnicki Karol II Podiebradowicz.
Przez pewien czas Jan Chrystian przebywał w należącym do margrabiów brandenburskich Krośnie Odrzańskim, gdzie poznał swoją pierwszą żonę, Dorotę Sybillę Hohenzollern.

### Dzielnica Jana Chrystiana
W 1609, po osiągnięciu wieku predysponującego do samodzielnych rządów, objął władzę w księstwie legnicko-brzeskim. 7 października we Wrocławiu złożył hołd lenny cesarzowi Rudolfowi II. Samodzielne panowanie Jan Chrystian sprawował do 1612, kiedy to Jerzy Rudolf osiągnął wiek sprawny. 8 maja bracia podzielili między siebie ojcowiznę (wcześniejsze ustalenia w tej kwestii zostały uzgodnione w 1611). Jerzy Rudolf wszedł w posiadanie: Legnicy, Złotoryi, Grodźca, Lubina, Prochowic, Wołowa, Wińska, Wąsosza, Ryczenia i Rudnej. Zaś Jan Chrystian utrzymał rządy w: Brzegu, Oławie, Strzelinie, Niemczy, Kluczborku i Byczynie. W swej dzielnicy Jan Chrystian rządził do 1633, a więc ponad dwadzieścia lat. Jego panowanie zdominowały wydarzenia wojny trzydziestoletniej.

### Przejście na kalwinizm
W 1613 Jan Chrystian, dotąd luteranin, zaczął wyznawać kalwinizm. Razem z nim wyznanie zmienił jego brat, Jerzy Rudolf. Przechodząc na kalwinizm, Piastowie poszli za przykładem szwagra Jana Chrystiana, elektora Brandenburgii Jana Zygmunta, który już od dwóch lat wyznawał naukę Kalwina. Tym samym chcieli odnowić dawny sojusz między Piastami brzesko-legnickimi a Hohenzollernami.

### Czasy wojny trzydziestoletniej
W 1617 królem Czech został wybrany Ferdynand II. Nowy władca, wychowywany przez jezuitów na gorliwego katolika, już w czasie rządów w Styrii dał się poznać jako zdecydowany kontrreformator. Objęcie przez niego czeskiego tronu nie spotkało się zatem z przychylnością protestantów, tym bardziej gdy okazało się, że Ferdynand II nie zamierza darzyć ich tolerancją, zagwarantowaną im listem majestatycznym przez cesarza Rudolfa II. Konflikt między Czechami a Ferdynandem pogłębiły wykazywane przez niego aspiracje do wprowadzenia rządów absolutnych. W 1618 doszło w Czechach do przesilenia politycznego. W rozpoczętej wojnie domowej pomiędzy Czechami a Cesarstwem Habsburgów Jan Chrystian stanął po czeskiej stronie. Za namową książąt: karniowskiego Jana Jerzego Hohenzollerna, legnickiego Jerzego Rudolfa oraz oleśnickich Henryka Wacława Podiebrada i Karola Fryderyka Podiebrada jako starosta generalny (namiestnik) Śląska (funkcję tę sprawował od 1617) podjął decyzję o sformowaniu oddziałów, które pod wodzą Jana Jerzego Hohenzollerna wyruszyły z pomocą czeskim powstańcom. W 1619 stany czeskie ogłosiły detronizację Ferdynanda II, zaś 26 lipca obrały królem elektora Palatynatu, wyznającego kalwinizm, Fryderyka V. Decyzję stanów czeskich 6 października zaaprobowały stany śląskie na zjeździe w stolicy księstwa Jana Chrystiana, Brzegu.
Jan Chrystian był gorącym zwolennikiem nowego króla. Po wyborze Fryderyka V na króla Czech Jan Chrystian stanął na czele rządu krajowego Śląska. 27 lutego 1620 na zjeździe we Wrocławiu stany śląskie złożyły hołd lenny Fryderykowi V, podczas którego formułę przysięgi lennej wygłosił brzeski Piast. Jan Chrystian działał także w dyplomacji na rzecz Wittelsbacha. W Polsce zabiegał o nieformowanie wojsk mających w wojnie domowej poprzeć Habsburga. Nawiązał także kontakty z antyhabsburską opozycją na Węgrzech, gdzie królem został obwołany książę Siedmiogrodu Gábor Bethlen. Na Śląsku przekonywał do wytrwania w obozie antyhabsburskim, obiecując wsparcie militarne. Jednakże po przejściu przez Śląsk wyróżniających się okrucieństwem i grabieżą lisowczyków, nastroje antyhabsburskie zaczęły gasnąć, a zgasły całkowicie 8 listopada 1620, gdy w bitwie na Białej Górze wojska prohabsburskie zadały dotkliwą klęskę oddziałom czeskim. Dzień później Praga została zajęta przez Habsburgów. Stojący cały czas wiernie u boku Fryderyka V Jan Chrystian nakłonił stany śląskie do przyjęcia podatków na dalsze prowadzenie wojny. Jednakże następne sukcesy Ferdynanda II spowodowały, że kolejni książęta Rzeszy przestawali popierać Wittelsbacha, który 23 grudnia uznał się za pokonanego i schronił się na dworze swojego szwagra, elektora Brandenburgii Jerzego Wilhelma Hohenzollerna. Rząd krajowy Śląska otrzymał od niego zgodę na pertraktacje ze zwycięzcami. 28 lutego 1621 w Dreźnie przy mediacji elektora Saksonii Jana Jerzego I Wettyna została podpisana ugoda. Stany śląskie przysięgły cesarzowi wierność oraz zerwanie stosunków z jego wrogami. Ponadto za sumę 300 000 guldenów uzyskały amnestię dla uczestników powstania (z wyjątkiem wodza naczelnego sił zbrojnych Śląska księcia karniowskiego Jana Jerzego Hohenzollerna) oraz zapewnienie dawnych przywilejów.
W obawie o swe życie Jan Chrystian w kwietniu 1621 udał się do Frankfurtu nad Odrą (leżącego w granicach Brandenburgii rządzonej przez Jerzego Wilhelma, bratanka żony brzeskiego Piasta, Doroty Sybilli), gdzie już od końca lutego przebywała jego rodzina. Wówczas zrzekł się funkcji starosty generalnego Śląska, która decyzją cesarza Ferdynanda II przypadła jego bratu, Jerzemu Rudolfowi. Po kolejnych mediacjach elektora Saksonii 8 grudnia Jan Chrystian powrócił bezpiecznie do swojego księstwa.
W kolejnych latach wojny trzydziestoletniej brzeski Piast nie angażował się w rozgrywki polityczne. Mimo to musiał po raz kolejny udać się na wygnanie. W 1630 do wojny trzydziestoletniej dołączył król Szwecji Gustaw II Adolf Waza. Pod jego naciskiem dotychczas wiernie stojący po stronie cesarza elektor Saksonii Jan Jerzy I przeszedł na stronę antyhabsburską. W 1632 wojska saskie dowodzone przez generała Jana Jerzego von Arnima najechały Śląsk, zajmując wiele księstw, m.in. księstwo brzeskie wraz ze stolicą, którą wydał im sam Jan Chrystian. W następnym roku na Śląsk przybyły wojska cesarskie pod dowództwem Jana Ulryka Schaffgotscha, męża siostry Jana Chrystiana, Barbary Agnieszki. Dowodzone przez niego oddziały rozbiły pod Oławą jazdę saską i zajęły Strzelin, jednakże wkrótce musiały się wycofać. Mimo to wojska cesarskie zaczęły uzyskiwać przewagę i już na jesieni 1633 Śląsk był wolny od wojsk antyhabsburskich. Tymczasem Jan Chrystian został oskarżony o wpuszczenie do Brzegu saskiego garnizonu i musiał wraz z rodziną i dworem uchodzić ze stolicy swojego księstwa. Najpierw udał się do Wołowa, stamtąd przeniósł się do Wąsosza, skąd, czując zagrożenie ze strony oddziałów Schaffgotscha, wraz z bratem, Jerzym Rudolfem, 12 października 1633 przedostał się do Polski, zatrzymując się w Lesznie.

### W Polsce
20 października 1633 przybył do Torunia, gdzie wynajął dom, uzyskując uprzednio zgodę króla Polski Władysława IV Wazy na osiedlenie się w Polsce. W tym czasie elektor Brandenburgii Jerzy Wilhelm w ramach niewypłaconego dotąd posagu po zmarłej w 1625 żonie brzeskiego Piasta, Dorocie Sybilli, przekazał mu w zastaw dobra ostródzkie w Prusach Książęcych, na co również otrzymał pozwolenie polskiego władcy, suwerena tych ziem.
W 1634 Jan Chrystian przybył na Śląsk, aby objąć przewodnictwo związku protestanckich księstw i miast. Wówczas, zapewne z jego inicjatywy, powstał nigdy niezrealizowany zamysł oddania się stanów śląskich pod zwierzchnictwo i opiekę króla Polski Władysława IV, który niejednokrotnie zwracał się do cesarza w obronie mieszkańców Śląska.
Jan Chrystian już nigdy nie powrócił do księstwa brzeskiego, aby nim rządzić. W 1635 cesarz Ferdynand II powierzył je najstarszemu synowi brzeskiego Piasta, Jerzemu III, który pełnił funkcję administratora dzielnicy. W styczniu 1635 Jan Chrystian wrócił do Torunia. 4 października 1636 po uzyskaniu zgody elektora Brandenburgii Jerzego Wilhelma na bezpośrednią administrację dobrami ostródzkimi przybył wraz z rodziną do Ostródy, gdzie pozostał aż do śmierci.

### Śmierć
Jan Chrystian zmarł na zapalenie płuc, pół roku po swojej drugiej żonie, Annie Jadwidze von Sitzsch. Cztery miesiące później, 19 kwietnia 1640, ciało księcia odwieziono do Brzegu, dokąd dotarło 1 maja. Jednakże pogrzeb Piasta odbył się dopiero w niecały rok po śmierci, 12 grudnia 1640. Jego ciało zostało złożone w kościele zamkowym pw. św. Jadwigi w Brzegu obok pierwszej żony, Doroty Sybilli.

### Małżeństwa
12 grudnia 1610 w Berlinie Jan Chrystian poślubił Dorotę Sybillę, córkę nieżyjącego elektora Brandenburgii Jana Jerzego z dynastii Hohenzollernów. Jako posag małżonka brzeskiego Piasta wniosła 30 000 talarów. 30 grudnia młodzi małżonkowie przybyli do Legnicy, gdzie mieszkali przez rok, skąd 6 grudnia 1611 przenieśli się do Brzegu. Dorota Sybilla zmarła tamże 9 marca 1624, po ponad czternastu latach małżeństwa, w czasie którego wydała na świat trzynaścioro dzieci. Jej ciało 14 maja 1625 zostało złożone w kościele zamkowym pw. św. Jadwigi w Brzegu.
W następnym roku Jan Chrystian ożenił się powtórnie. 13 września 1626 w Brzegu poślubił młodszą o dwadzieścia lat piętnastoletnią Annę Jadwigę von Sitsch, córkę marszałka dworu biskupiego Fryderyka von Sitscha. Panna młoda wywodziła się z tego samego rodu co Jan VI von Sitsch, pełniący w latach 1601–1608 godność biskupa wrocławskiego i funkcję cesarskiego namiestnika Śląska. Nie pochodziła ona jednak ze stanu książęcego, dlatego związek miał charakter morganatyczny. Układ sukcesyjny z 24 czerwca 1626 wyłączył potomstwo z tego związku z dziedziczenia w księstwie legnicko-brzeskim. Półtora roku później, 7 grudnia 1627, cesarz Ferdynand II wydał dyplom, w którym podniósł Annę Jadwigę do godności baronowej, zaś po dwóch miesiącach, 18 lutego 1628, podobny akt cesarz wystawił w Ratyzbonie dla najstarszego syna Jana Chrystiana i Anny Jadwigi, Augusta. Anna Jadwiga zmarła na pół roku przed Janem Chrystianem 16 lipca 1639 w Ostródzie, gdzie 5 października została pochowana.
Ze swoich dwóch związków Jan Chrystian doczekał się aż dwudziestu potomków.
Z małżeństwa z pierwszą żoną na świat przyszło ośmiu synów i pięć córek, jednak tylko pięcioro dzieci dożyło pełnoletniości: Jerzy III po opuszczeniu Śląska przez Jana Chrystiana rządził w księstwie brzeskim; Ludwik IV panował w księstwie legnickim; Chrystian po podziale przez braci całości księstwa legnicko-brzeskiego rządził w najmniejszej części dzielnicy, jednakże wskutek bezpotomnych śmierci braci zjednoczył na powrót księstwo; Sybilla Małgorzata poślubiła Gerarda Denhoffa, wojewodę pomorskiego i wendeńskiego, zaufanego Władysława IV Wazy; zaś Zofia Magdalena wyszła za owdowiałego księcia oleśnickiego Karola Fryderyka Podiebrada. Syn Rudolf zmarł w wieku 16 lat. Pozostałe dzieci Jana Chrystiana i Doroty Sybilli: Joachim, bliźniacy: Henryk i Ernest, Anna Elżbieta, August, bliźniaczki: Dorota i Agnieszka zmarły w niemowlęctwie.
Z drugiego morganatycznego małżeństwa przyszło na świat czterech synów i trzy córki: August po śmierci Jerzego Wilhelma bezskutecznie starał się o sukcesję po nim, rządził okręgiem Przeworno i Kantorowicami, jego dzieci zmarły w niemowlęctwie; Dorota Sybilla i Ernest zmarli w niemowlęctwie; Zygmunt był właścicielem Kondratowic, Janowa i Radzikowa, zmarł bezpotomnie; Joanna Elżbieta poślubiła czeskiego magnata Zdenka Howorę, jednakże małżeństwo to pozostało bezdzietne; Anna Krystyna zmarła w niecałe cztery lata po urodzeniu; 30 czerwca 1629 Anna Jadwiga urodziła także martwego syna.

## Genealogia
| Jerzy II brzeski ur. 18 VII 1523 zm. 7 V 1586 | Jerzy II brzeski ur. 18 VII 1523 zm. 7 V 1586 |                                                                  |                                                                  | Barbara Hohenzollern 1) ur. 10 VIII 1527 zm. 2 I 1595 | Barbara Hohenzollern 1) ur. 10 VIII 1527 zm. 2 I 1595 |  |  | Joachim Ernest Askański ur. 21 X 1536 zm. 16 XII 1586 | Joachim Ernest Askański ur. 21 X 1536 zm. 16 XII 1586 |                                                   |                                                   | Agnieszka von Barby auf Mühlingen ur. 1540 zm. 1569 | Agnieszka von Barby auf Mühlingen ur. 1540 zm. 1569 |
|                                               |                                               |                                                                  |                                                                  |                                                       |                                                       |  |  |                                                       |                                                       |                                                   |                                                   |                                                     |                                                     |
|                                               |                                               |                                                                  |                                                                  |                                                       |                                                       |  |  |                                                       |                                                       |                                                   |                                                   |                                                     |                                                     |
|                                               |                                               | Joachim Fryderyk legnicko-brzeski ur. 29 IX 1550 zm. 25 III 1602 | Joachim Fryderyk legnicko-brzeski ur. 29 IX 1550 zm. 25 III 1602 |                                                       |                                                       |  |  |                                                       |                                                       | Anna Maria Askańska ur. 13 VI 1561 zm. 11 XI 1605 | Anna Maria Askańska ur. 13 VI 1561 zm. 11 XI 1605 |                                                     |                                                     |
|                                               |                                               |                                                                  |                                                                  |                                                       |                                                       |  |  |                                                       |                                                       |                                                   |                                                   |                                                     |                                                     |
|                                               |                                               |                                                                  |                                                                  |                                                       |                                                       |  |  |                                                       |                                                       |                                                   |                                                   |                                                     |                                                     |
|                                               |                                               |                                                                  |                                                                  |                                                       |                                                       |  |  |                                                       |                                                       |                                                   |                                                   |                                                     |                                                     |

|                                                  |                                                  | 1 Dorota Sybilla Hohenzollern 2) ur. 9 X 1590 zm. 9 III 1625 OO 12 XII 1610 | 1 Dorota Sybilla Hohenzollern 2) ur. 9 X 1590 zm. 9 III 1625 OO 12 XII 1610 | Jan Chrystian brzeski ur. 28 VIII 1591 zm. 25 XII 1639 | Jan Chrystian brzeski ur. 28 VIII 1591 zm. 25 XII 1639 | 2 Anna Jadwiga von Sitsch ur. 13 I 1611 zm. 16 VII 1639 OO 13 IX 1626 (morganatyczny) | 2 Anna Jadwiga von Sitsch ur. 13 I 1611 zm. 16 VII 1639 OO 13 IX 1626 (morganatyczny) |                                                          |                                                          |
|                                                  |                                                  |                                                                             |                                                                             |                                                        |                                                        |                                                                                       |                                                                                       |                                                          |                                                          |
|                                                  |                                                  |                                                                             |                                                                             |                                                        |                                                        |                                                                                       |                                                                                       |                                                          |                                                          |
|                                                  | 1                                                |                                                                             | 1                                                                           |                                                        | 1                                                      |                                                                                       | 1                                                                                     |                                                          | 1                                                        |
| Jerzy III brzeski ur. 4 IX 1611 zm. 4 VII 1664   | Jerzy III brzeski ur. 4 IX 1611 zm. 4 VII 1664   | Joachim brzeski ur. 20 XII 1612 zm. 9 II 1613                               | Joachim brzeski ur. 20 XII 1612 zm. 9 II 1613                               | Henryk brzeski ur. 3 II 1614 zm. 4 II 1614             | Henryk brzeski ur. 3 II 1614 zm. 4 II 1614             | Ernest brzeski ur. 3 II 1614 zm. 4 II 1614                                            | Ernest brzeski ur. 3 II 1614 zm. 4 II 1614                                            | Anna Elżbieta brzeska ur. 23 III 1615 zm. 28 III 1616    | Anna Elżbieta brzeska ur. 23 III 1615 zm. 28 III 1616    |
|                                                  | 1                                                |                                                                             | 1                                                                           |                                                        | 1                                                      |                                                                                       | 1                                                                                     |                                                          | 1                                                        |
| Ludwik IV legnicki ur. 19 IV 1616 zm. 24 XI 1663 | Ludwik IV legnicki ur. 19 IV 1616 zm. 24 XI 1663 | Rudolf brzeski ur. 6 IV 1617 zm. 8 II 1633                                  | Rudolf brzeski ur. 6 IV 1617 zm. 8 II 1633                                  | Chrystian legnicki ur. 9 IV 1618 zm. 28 II 1672        | Chrystian legnicki ur. 9 IV 1618 zm. 28 II 1672        | August brzeski ur. 18 III 1619 zm. 12 III 1620                                        | August brzeski ur. 18 III 1619 zm. 12 III 1620                                        | Sybilla Małgorzata brzeska ur. 20 VI 1620 zm. 26 VI 1657 | Sybilla Małgorzata brzeska ur. 20 VI 1620 zm. 26 VI 1657 |
|                                                  | 1                                                |                                                                             | 1                                                                           |                                                        | 1                                                      |                                                                                       | 2                                                                                     |                                                          | 2                                                        |
| Dorota brzeska ur. 16 VIII 1622 zm. 26 VIII 1622 | Dorota brzeska ur. 16 VIII 1622 zm. 26 VIII 1622 | Agnieszka brzeska ur. 16 VIII 1622 zm. 3 IX 1622                            | Agnieszka brzeska ur. 16 VIII 1622 zm. 3 IX 1622                            | Zofia Magdalena brzeska ur. 14 VI 1624 zm. 8 IV 1660   | Zofia Magdalena brzeska ur. 14 VI 1624 zm. 8 IV 1660   | August legnicki ur. 21 VIII 1627 zm. 14 V 1679                                        | August legnicki ur. 21 VIII 1627 zm. 14 V 1679                                        | Dorota Sybilla brzeska ur. 17 VII 1628 zm. 18 VI 1629    | Dorota Sybilla brzeska ur. 17 VII 1628 zm. 18 VI 1629    |
|                                                  | 2                                                |                                                                             | 2                                                                           |                                                        | 2                                                      |                                                                                       | 2                                                                                     |                                                          |                                                          |
| Ernest brzeski ur. 27 VI 1630 zm. 16 III 1631    | Ernest brzeski ur. 27 VI 1630 zm. 16 III 1631    | Zygmunt legnicki ur. 31 I 1632 zm. 14 VII 1664                              | Zygmunt legnicki ur. 31 I 1632 zm. 14 VII 1664                              | Joanna Elżbieta brzeska ur. 8 VI 1636 zm. 30 X 1673    | Joanna Elżbieta brzeska ur. 8 VI 1636 zm. 30 X 1673    | Anna Krystyna brzeska ur. 18 X 1638 zm. 5 IX 1642                                     | Anna Krystyna brzeska ur. 18 X 1638 zm. 5 IX 1642                                     |                                                          |                                                          |

| 1. córka Joachima II Hektora i Magdaleny Wettyn, córki Jerzego Brodatego 2. córka Jana Jerzego Hohenzollerna i Elżbiety Anny Askańskiej, siostry Anny Marii Askańskiej, żony Joachima Fryderyka legnicko-brzeskiego |